# Valanga di Monte San Primo
La valanga di Monte San Primo, anche nota come la tragedia dell’albergo Parco Monte San Primo, è una valanga mortale verificatasi il 14 marzo 1946 presso Monte San Primo, frazione del comune di Bellagio, in Lombardia.

## Storia

I soccorsi a Monte San Primo dopo la valanga.

Durante la Seconda Guerra Mondiale, le montagne della Lombardia, tra cui le montagne del comasco, subirono una deforestazione incontrollata che ne aveva peggiorato la situazione: in alcuni punti l'assenza di aree boschive a trattenere la neve caduta, moltiplicò il fenomeno delle valanghe.
L'inverno del 1945-1946 fu caratterizzato da abbondanti nevicate che accumularono neve sulle prealpi comasche in particolare sul Triangolo Lariano ed il Monte San Primo.
La notte del 14 marzo alle ore 04,30 si distaccava una slavina, da una cresta sovrastante del Monte San Primo seppellendo la sottostante dépendance del Grande Albergo Parco Monte San Primo e tutti coloro che erano al suo interno causando undici morti. Le vittime erano dipendenti che lavoravano in albergo e alcuni giovani di origine polacca. Venne trovato trentasei ore dopo l’incidente un solo superstite.
Pare che la valanga fu provocata dalla inesperienza di due sciatori stranieri visti incamminare lungo i sentieri nei dintorni dell'albergo, dopo aver prenotato una stanza.
La struttura centrale del Grande Albergo Parco Monte San Primo, inaugurata nel 1928 ed edificata con i graniti dei massi erratici della zona, non subì alcun danno, mentre la dépendance fu sventrata dall'impatto con la valanga. Negli anni cinquanta l'albergo venne poi trasformato in Colonia Montana dell'Opera Pia Bonomelli per poi chiudere definitivamente e andare in stato d'abbandono dalla metà degli anni ottanta.